# سلوکوس یکم
سِلوکوس یکم نیکاتور (‎/sɪˈluːkəs/‎؛ یونانی: Σέλευκος Νικάτωρ، سِلِئوکُس نیکاتور، "سلوکوس پیروز"؛ ح. ۳۵۸ ق.م – ۲۸۱ ق.م) یکی از اعضای دیادوخوی (ژنرال‌های شورشی، نزدیکان، و دوستان اسکندر مقدونی که پس از مرگ او برای به دست گرفتن قدرت امپراتوری او در تلاش بودند). سابقاً به عنوان ژنرال پیاده‌نظام در ارتش اسکندر مقدونی خدمت می‌کرد، او در نهایت عنوان باسیلئوس را کسب و امپراتوری سلوکی را بنا نهاد او بیشتر قلمرو اسکندر مقدونی در آسیا را به قلمرو خود ضمیمه کرد.
پس از مرگ اسکندر و در خلال جنگ‌های دیادوخوی، سلوکوس دودمان سلوکی و سپس امپراتوری سلوکی را بنیاد نهاد.
سلوکوس یکم نیکاتور، پس از اعلام پادشاهی خود در آسیا، به نیرومندترین پادشاه مقدونی در امپراتوری پیشین اسکندر تبدیل شد و نفوذ او حتی از بطلمیوس یکم هم بیشتر بود. پس از فتوحات اولیه، بیشتر وقت سلوکوس به گسترش امپراتوری و تنظیم اداری گذشت. 
نظام ساتراپ‌های هخامنشی دست نخورده باقی ماند و تنها مأموران مالیاتی از هرگونه پاسخگویی به شسبها آزاد شدند و تنها در برابر خزانه‌دار کل مسئول بودند. سیستم «پولیس» که در آن، شهرها به صورت واحدهای مستقل از شسب‌ها اداره می‌شدند و خودمختاری داشتند، در سرزمین‌های شرقی نیز پیاده شد. در این نظام، شهرها و زمین‌های اطراف آنها، تنها در برابر شخص پادشاه پاسخگو بودند و طبقه حاکمه آنها که از اشراف تشکیل می‌شد، در امور داخلی شهر و اداره زمین‌های کشاورزی اطرافشان استقلال داشتند. 
شسب‌ها و حاکمان تحت اختیار آنها عامل اداره زمین‌های کشاورزی در بقیه مملکت بودند و درآمد آنها را به خزانه مملکت می‌ریختند. نظام پولیس در ایران بی‌سابقه نبود و شهرهایی مانند بابل و شوش عملاً از این سیستم بهره می‌بردند، اما رسمی شدن این نظام در زمان سلوکیان منجر به رشد طبقه اشرافی در شهرها شد و آنها را به عنوان مراکز فرهنگی، علمی، و اقتصادی مستقل از روستاها درآورد.

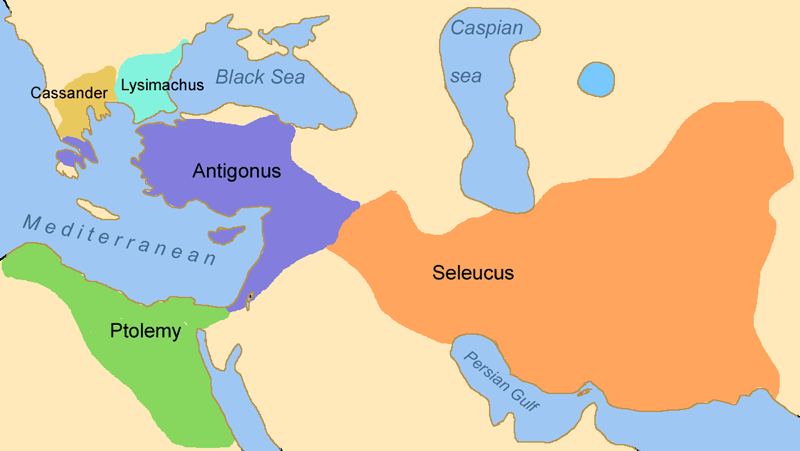
نقشهٔ قلمرو سلوکوس یکم

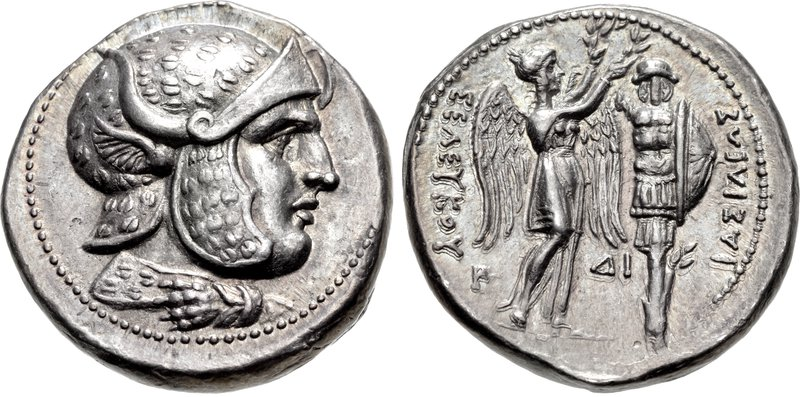
سکه سلوکوس یکم

از سال ۲۹۴ تا ۲۸۶ پ.م. سلوکوس به جنگ با دمتریوس، پسر آنتیگون پرداخت و پس از شکست دمتریوس در جنگ و اسیر شدن او به دست سلوکوس در کیلیکیا، دمتریوس تا دم مرگ شراب خورد! در همین زمان، مردم آناتولی از سلوکوس دعوت کردند که برای خلع لیسیماخوس به آنجا لشکرکشی کند. لیسیماخوس در سال ۲۸۱ پ م در جنگ کوروپدیون شکست خورد و کشته شد. سلوکوس به این ترتیب توانست تمام آناتولی را نیز تحت اختیار خود بگیرد. به نظر می‌آمد که سلوکوس قادر خواهد بود امپراتوری اسکندر را احیا کند.
اما دست سرنوشت از آستین بطلمیوس کرانوس، پسر مغضوب بطلمیوس یکم و برادر بطلمیوس دوم فیلادلفوس، که در دربار سلوکوس به سر می‌برد، درآمد و در سواحل تراکیه، سلوکوس را به ضرب خنجر کشت (۲۸۱ پ. م). بطلمیوس کرانوس برای مدت کمی تاج سلطنت را به سرگذاشت، اما به‌زودی، پسر سلوکوس، آنتیوخوس یکم، جای پدر را گرفت.
آنتیوخوس یکم فرزند ارشد سلوکوس و آپاما، دختر یکی از اشراف سغد بود. آنتیوخوس در جنگ‌های اولیه پدرش علیه دمتریوس و آنتیگون شرکت کرده بود، اما در زمان قتل سلوکوس، به عنوان حاکم شرق، در پایتخت خود در بلخ به سر می‌برد. قتل سلوکوس ضربه سنگینی به امپراتور جوان بود و سال‌ها وقت او را برای استحکام دوباره سلطنت سلوکی در غرب گرفت.

## خانواده و جوانی
سلوکوس فرزند آنتیوخوس بود. تاریخدان یونیانوس یوستینوس ادعا می‌کند که آنتیوخوس یکی از ژنرال‌های فیلیپ دوم مقدونیه بود، اما در منابع دیگر چنین ژنرالی ذکر نشده‌است، و چیزی از حرفه فرضی وی تحت عنوان ژنرال فیلیپ مشخص نیست. این امکان وجود دارد که آنتیوخوس عضو یک خانواده بزرگ نجیب‌زاده مقدونی باشد. مادر سلوکوس ظاهراً لائودیس نامیده می‌شد، اما هیچ چیز دیگری از او مشخص نیست. بعداً، سلوکوس تعدادی از شهرها را به نام والدین خود نامگذاری کرد.
سلوکوس در اوروپوس، واقع در شمال کشور مقدونیه بدنیا آمد. درست یک سال قبل از تولد وی (اگر سال ۳۵۸ پیش از میلاد به‌عنوان محتمل‌ترین تاریخ پذیرفته شود)، پایونیایی‌ها به این منطقه حمله کردند. فیلیپ مهاجمان را شکست داد و تنها چند سال بعد کاملاً آنها را تحت سیطره مقدونیه درآورد. سال تولد سلوکوس مشخص نیست. یوستین ادعا می‌کند که در طول نبرد کوروپدیوم ۷۷ سال داشت که سال تولد وی را در سال ۳۵۸ قبل از میلاد مسیح قرار می‌داد. آپیان می‌گوید که سلوکوس در طول نبرد ۷۳ ساله بود و این بدان معنی است که سال ۳۵۴ قبل از میلاد سال تولد او خواهد بود، با این حال یوسبیوس سزارا می‌گوید که، سلوکوس ۷۵ ساله بوده و به این ترتیب سال ۳۵۶ پیش از میلاد سال تولد او خواهد بود و سلوکوس را در هم سن اسکندر مقدونی معرفی می‌کند، این احتمالاً تبلیغاتی است که از طرف سلوکوس انجام می‌شده تا او با اسکندر مقایسه شود.
در سن نوجوانی، سلوکوس به عنوان خدمتکار پادشاه انتخاب شد. مرسوم بود که همه فرزندان مذکر خانواده‌های نجیب‌زاده ابتدا در این مقام و بعداً به عنوان افسران ارتش پادشاه خدمت کنند.
شماری افسانه، مشابه مواردی از افسانه‌ها که دربارهٔ اسکندر مقدونی گفته شده‌است، دربارهٔ سلوکوس نیز بیان شده‌است. گفته می‌شود که  آنتیوخوس قبل از عزیمت به پسرش به همراه اسکندر به نبرد با پارس‌ها گفت که پدر واقعی او در واقع خدای آپولو است. آپولو یک حلقه با یک شی لنگر مانند را به عنوان هدیه ای برای لائودیس گذاشته بود. 
سلوکوس نیز دارای یک نشان تولد به شکل لنگر روی بدنش بود. گفته شده که فرزندان و نوه‌های سلوکوس نیز دارای این نشان بودند. این داستان شبیه به افسانه‌هایی است که دربارهٔ اسکندر گفته شده‌است. به احتمال فراوان این داستان‌ها صرفاً تبلیغاتی توسط سلوکوس است و احتمالاً این داستان‌ها را اختراع کرده تا خود را به عنوان جانشین حقیقی اسکندر معرفی کند.

## ابتدای کار تحت فرمان اسکندر
در بهار ۳۳۴ قبل از میلاد، سلوکوس در جوانی حدوداً بیست و سه ساله، اسکندر را به آسیا همراهی کرد.[۲] در زمان لشکرکشی‌های هندی‌ها در اواخر سال ۳۲۷ قبل از میلاد، او به فرماندهی سپاه پیاده‌نظام زبده در ارتش مقدونیه، "سپر داراد" (Hypaspistai، که بعداً به عنوان "Silvershields" شناخته شد) رسید. آریان نقل می‌کند که وقتی اسکندر با قایق از رودخانه جهلم گذشت، پردیکا، بطلمیوس اول سوتر، لیسیماخوس و همچنین سلوکوس او را همراهی کردند.[۹] 
در طول نبرد هوداسپ (۳۲۶ قبل از میلاد)، سلوکوس نیروهای خود را علیه فیل‌های پادشاه پوروس رهبری کرد. مشخص نیست که سلوکوس تا چه اندازه در برنامه‌ریزی واقعی نبرد شرکت کرده‌است، زیرا از او به عنوان داشتن موقعیت مستقل عمده در طول نبرد نام برده نشده‌است. این در تضاد با کراتروس، هفایستیون، پیتون و لئوناتوس است - که هر یک از آنها جداشدگان قابل توجهی را تحت کنترل خود داشتند.[۱۰] هیپاسپیستای سلطنتی سلوکوس دائماً زیر نظر اسکندر و در اختیار او بودند. آنها بعداً در لشکرکشی دره سند، در نبردهای علیه مالی و عبور از صحرای گدروزی شرکت کردند.
در مراسم ازدواج بزرگ در شوش در بهار ۳۲۴ قبل از میلاد، سلوکوس با آپاما دختر اسپیتامنس ازدواج کرد. حاصل ازدواج آنها پسر ارشد و جانشین او آنتیوخوس یکم، دو دختر (لائودیس و آپاما) و احتمالاً پسر دیگر (آخائوس) داشتند. در همان مراسم اسکندر با دختر داریوش سوم پادشاه فقید ایرانی ازدواج کرد و چند مقدونی دیگر با زنان ایرانی ازدواج کردند. پس از مرگ اسکندر (۳۲۳ قبل از میلاد)، هنگامی که دیگر افسران ارشد مقدونی به‌طور دسته جمعی «همسران شوشی» خود را طلاق دادند، سلوکوس یکی از معدود کسانی بود که در کنار همسرش ماند و آپاما تا پایان عمر، همسر او (و بعداً ملکه) باقی ماند. [۱۱]
منابع باستانی حکایت‌های متعددی در مورد فعالیت‌های سلوکوس در دوران زندگی اسکندر گزارش می‌کنند. در اولین قسمت از این داستانها، او در یک سفر قایقرانی در نزدیکی بابل شرکت کرد، جایی که دیهیم اسکندر از سرش منفجر شد و بر روی چند نی در نزدیکی مقبره‌های پادشاهان آشور فرود آمد. سلوکوس شنا کرد تا دیهیم را به عقب بیاورد و در حالی که به قایق بازمی‌گشت آن را روی سر خود گذاشت تا آن را خشک نگه دارد. اعتبار داستان مشکوک است. 
در دومی، در مهمانی شام مدیوس تسالیایی با اسکندر همراه بود. داستان مهمانی شام مدیوس ممکن است درست باشد، اما نقشه مسموم کردن پادشاه بعید است. [توضیحات لازم به جزئیات و زمینه ناکافی است] در داستان نهایی، طبق گزارش‌ها، سلوکوس اندکی قبل از مرگ اسکندر در معبد خدای سراپیس خوابیده‌است. به این امید که سلامتی او بهبود یابد.[۱۲] اعتبار این داستان نیز مشکوک است، زیرا سراپیس یونانی-مصری در آن زمان هنوز اختراع نشده بود.[۱۳]

## افسر ارشد تحت فرمان پردیکاس (۳۲۳–۳۲۱ قبل از میلاد)
مقاله اصلی: دیادوخوی
اسکندر مقدونی بدون جانشین در ۱۰ ژوئن ۳۲۳ قبل از میلاد در بابل درگذشت. ژنرال او پردیکاس نایب السلطنه تمام امپراتوری اسکندر شد، در حالی که برادر ناتنی اسکندر که از نظر جسمی و ذهنی معلول بود آریدائوس به عنوان پادشاه بعدی تحت نام فیلیپ سوم مقدونیه انتخاب شد. فرزند متولد نشده اسکندر (اسکندر چهارم) نیز جانشین پدرش نامیده شد. با این حال، در «تجزیه بابل»، پردیکا عملاً فرمانروایی عظیم مقدونی را بین سرداران اسکندر تقسیم کرد. 
سلوکوس به فرماندهی سواره نظام همراه (hetairoi) برگزیده شد و به عنوان رئیس اول یا دربار منصوب شد، که او را به عنوان افسر ارشد در ارتش سلطنتی پس از نایب السلطنه و فرمانده کل Perdiccas تبدیل کرد. چندین مرد قدرتمند دیگر، از جمله بطلمیوس، لیسیماخوس، پیتون و اومنس از پردیکا حمایت کردند. قدرت پردیکا به توانایی او برای نگه داشتن امپراتوری وسیع اسکندر و اینکه آیا می‌توانست ساتراپ‌ها را مجبور به اطاعت از او کند، بستگی داشت.[۱۳]
به زودی جنگ بین پردیکا و دیگر دیادوخی‌ها درگرفت. پردیکا برای تثبیت موقعیت خود سعی کرد با خواهر اسکندر کلئوپاترا ازدواج کند. جنگ اول دیادوخی‌ها زمانی آغاز شد که پردیکا جسد اسکندر را برای دفن به مقدونیه فرستاد. اما بطلمیوس جسد را گرفت و به اسکندریه برد. پردیکا و سربازانش او را به مصر تعقیب کردند، پس از آن بطلمیوس با ساتراپ ماد، پیتون، و فرمانده آرگیراسپیدها، آنتی‌ژن، که هر دو به عنوان افسران پردیکا خدمت می‌کردند، توطئه کردند و او را ترور کردند. کورنلیوس نپوس اشاره می‌کند که سلوکوس نیز در این توطئه شرکت داشته‌است، اما این امر قطعی نیست.[۱۴]

## ساتراپ بابل (۳۲۱–۳۱۶ قبل از میلاد)
قدرتمندترین مرد امپراتوری پس از مرگ پردیکا آنتی پاتر بود. مخالفان پردیکا در تری پارادیسوس جمع شدند، جایی که امپراتوری اسکندر دوباره تقسیم شد (پیمان تری پارادیسوس ۳۲۱ قبل از میلاد).[۱۵]
در Triparadisos، سربازان شورش کرده بودند و قصد داشتند فرمانده خود آنتی پاتر را به قتل برسانند. سلوکوس و آنتیگونوس اما از این امر جلوگیری کردند.[۱۶] سلوکوس به دلیل خیانت به پردیکا، آیات ثروتمند بابل را به‌دست آورد. این تصمیم ممکن است ایده آنتیگونوس بوده باشد. بابل سلوکوس توسط پوکستاس، ساتراپ پارس، احاطه شده بود. آنتی‌ژن، ساتراپ جدید سوزیانا و پیتون ماد را به‌دست آوردند. بابل یکی از ثروتمندترین ایالت‌های امپراتوری بود، اما قدرت نظامی آن ناچیز بود. این احتمال وجود دارد که آنتی پاتر استان‌های شرقی را به گونه ای تقسیم کرد که هیچ ساتراپ یگانه ای نتواند از سایرین قدرتمندتر باشد.[۱۵]
پس از مرگ اسکندر، آرشون پلا به عنوان ساتراپ بابل انتخاب شد. با این حال، پردیکا قصد داشت جایگزین آرشون شود و دوسیموس را به عنوان جانشین او معرفی کند. پردیکا در جریان حمله به مصر، دوسیموس را به همراه دسته‌هایش به بابل فرستاد. آرکون علیه او جنگید، اما در نبرد سقوط کرد؛ بنابراین، دوسیموس قصد نداشت بابل را بدون جنگ به سلوکوس بدهد. مشخص نیست که سلوکوس چگونه بابل را از دوسیموس گرفت، اما طبق یکی از تواریخ بابلی، ساختمان مهمی در تابستان یا زمستان ۳۲۰ قبل از میلاد در شهر ویران شد. سایر منابع بابلی بیان می‌کنند که سلوکوس در اکتبر یا نوامبر ۳۲۰ قبل از میلاد به بابل رسید. علیرغم نبرد احتمالی، دسیموس توانست فرار کند.
در همین حال، امپراتوری بار دیگر در آشفتگی قرار گرفت. پیتون، ساتراپ ماد، فیلیپ، ساتراپ پارت را ترور کرد و برادرش اودموس را به عنوان ساتراپ جدید جایگزین او کرد. در غرب آنتیگون و یومنس علیه یکدیگر وارد نبرد شدند. درست مانند پیتون و سلوکوس، یومنس یکی از حامیان سابق پردیکا بود. اما بزرگ‌ترین مشکل سلوکوس خود بابل بود. مردم محلی علیه آرشون شورش کرده بودند و از دوسیموس حمایت کردند. روحانیت بابلی نفوذ زیادی بر منطقه داشت. بابل همچنین دارای جمعیت قابل توجهی از جانبازان مقدونی و یونانی ارتش اسکندر بود. سلوکوس با هدایای پولی و رشوه بر کاهنان پیروز شد.[۱۷]
نبرد دوم دیادوخی
مقاله اصلی: نبرد دوم دیادوخوی
پس از مرگ آنتی پاتر در سال ۳۱۹ قبل از میلاد، ساتراپ ماد شروع به گسترش قدرت خود کرد. پیتون ارتش بزرگی از شاید بیش از ۲۰۰۰۰ سرباز را جمع‌آوری کرد. ساتراپ‌های دیگر منطقه تحت رهبری Peucestas ارتش مخالف خود را گرد هم آوردند. سرانجام پیتون در نبردی که در پارت به راه افتاد شکست خورد. او به ماد گریخت، اما مخالفانش از او پیروی نکردند و بیشتر به سوزیانا بازگشتند. در همین حال، یومنس و ارتشش به کیلیکیه رسیده بودند، اما با رسیدن آنتیگون به شهر مجبور به عقب‌نشینی شدند. اوضاع برای سلوکوس سخت بود. یومنس و ارتشش در شمال بابل بودند. آنتیگون با لشکری حتی بزرگتر او را تعقیب می‌کرد. پیتون در ماد و مخالفانش در سوزیانا بودند. آنتی‌ژن، ساتراپ سوزیانا و فرمانده آرگیراسپیدها، با یومنس متحد شد. زمانی که جنگ بین او و پیتون آغاز شد آنتی‌ژن در کیلیکیه بود.[۱۸]
پیتون در پاییز یا زمستان ۳۱۷ قبل از میلاد به بابل رسید. پیتون تعداد زیادی از نیروها را از دست داده بود، اما سلوکوس حتی تعداد سربازان کمتری داشت. یومنس تصمیم گرفت در بهار ۳۱۶ قبل از میلاد به شوش لشکرکشی کند. ظاهراً ساتراپ‌های شوش ادعاهای یومنس را در مورد جنگیدن او از طرف خانواده حاکم قانونی علیه آنتیگون غاصب پذیرفته بودند. 
یومنس ارتش خود را ۳۰۰ استادیون از بابل دور کرد و سعی کرد از دجله عبور کند. سلوکوس باید عمل می‌کرد. او دو کشتی ترایریم و چند کشتی کوچکتر را برای جلوگیری از عبور فرستاد. او همچنین سعی کرد هیپاسیتی سابق آرگیراسپیدها را به او ملحق کند، اما این اتفاق نیفتاد. سلوکوس نیز برای آنتیگون پیام فرستاد. سلوکوس به دلیل کمبود نیرو ظاهراً هیچ برنامه‌ای برای متوقف کردن یومنس نداشت. او سدهای سیلابی رودخانه را باز کرد، اما سیل ناشی از آن مانع یومنس نشد.[۱۹]
در بهار ۳۱۶ قبل از میلاد، سلوکوس و پیتون به آنتیگونوس که یومنس را دنبال می‌کرد به شوش پیوستند. آنتیگون از شوش به ماد رفت و از آنجا توانست استانهای شرقی را تهدید کند. او سلوکوس را با تعداد کمی از نیروها ترک کرد تا از رسیدن یومنس به مدیترانه جلوگیری کند. سیبیرتیوس، ساتراپ آراکوسیا، وضعیت را ناامیدکننده دید و به استان خود بازگشت. ارتش یومنس و متحدانش در نقطه شکست بودند. آنتیگون و اومنس در سال ۳۱۶ قبل از میلاد در نبردهای پارایتاسن و گابین دو نبرد داشتند. یومنس شکست خورد و اعدام شد. وقایع جنگ دوم دیادوخوی توانایی سلوکوس را در انتظار برای لحظه مناسب آشکار کرد. روش او درخشش در نبرد نبود.[۲۰]

## فرار به مصر
آنتیگون زمستان ۳۱۶ قبل از میلاد را در ماد گذراند که بار دیگر پیتون حاکم بر آن شده بود. شهوت پیتون برای قدرت بیشتر شده بود، و او سعی کرد تا بخشی از سربازان آنتیگون را به سمت خود بکشاند. با این حال آنتیگون نقشه را کشف کرد و پیتون را اعدام کرد. او سپس جانشین Peucestas به عنوان ساتراپ ایران شد.[۲۱] در تابستان ۳۱۵ قبل از میلاد آنتیگون وارد بابل شد و سلوکوس به گرمی از او استقبال کرد. با این حال، رابطه بین این دو خیلی زود سرد شد. 
سلوکوس یکی از افسران آنتیگون را بدون اینکه از آنتیگون اجازه بگیرد مجازات کرد. آنتیگون خشمگین شد و از سلوکوس خواست که درآمد این ولایت را به او بدهد که سلوکوس از انجام آن سرباز زد.[۲۲] او اما از آنتیگون ترسید و با ۵۰ سوار به مصر گریخت. گفته می‌شود که اخترشناسان کلدانی به آنتیگون پیشگویی کردند که سلوکوس سرور آسیا خواهد شد و آنتیگون را خواهد کشت. پس از شنیدن این موضوع، آنتیگون سربازانی را به دنبال سلوکوس فرستاد که ابتدا به بین‌النهرین و سپس به سوریه فرار کرده بودند. آنتیگون بلیتور، ساتراپ جدید بین‌النهرین، را به دلیل کمک به سلوکوس اعدام کرد. محققان معاصر نسبت به داستان پیشگویی تردید دارند. با این حال، مسلم به نظر می‌رسد که کاهنان بابلی بر ضد سلوکوس بوده‌اند.[۲۳]
در جریان فرار سلوکوس به مصر، مقدونیه دستخوش آشوب شدیدی بود. المپیاس مادر اسکندر مقدونی توسط پولیپرخون به مقدونیه دعوت شده بود تا کاساندر را بیرون کند. او در میان ارتش مقدونیه احترام زیادی بود، اما زمانی که فیلیپ سوم و همسرش اوریدیک را به قتل رساند و همچنین از بسیاری از اشراف‌زادگان را که به خاطر حمایت از آنتی پاتر در طول سلطنت طولانی او انتقام گرفت، بخشی از آن احترام را از دست داد. کاساندر سال بعد در پیدنا مقدونیه را پس گرفت و سپس او را به قتل رساند. اسکندر چهارم که هنوز یک کودک خردسال بود و مادرش روکسانا در آمفیپولیس تحت نظر قرار گرفتند و در شرایطی مرموز در سال ۳۱۰ قبل از میلاد درگذشتند، احتمالاً به تحریک کاساندر به قتل رسیدند تا به دیادوخوی‌ها اجازه دهد عنوان پادشاه را به خود اختصاص دهند.

## دریاسالار تحت فرماندهی بطلمیوس
مقاله اصلی: نبرد سوم دیادوخوی
سلوکوس پس از ورود به مصر دوستان خود را به یونان فرستاد تا هموطنان خود دیادوخوی کاساندر (حاکم مقدونیه و ارباب یونان) و لیسیماکوس (حاکم تراکیا) را دربارهٔ آنتیگون آگاه کنند. آنتیگون اکنون قدرتمندترین دیادوخوی بود و بقیه به زودی باید با او روبرو شوند. بطلمیوس، لیسیماخوس و کاساندر علیه آنتیگون ائتلافی تشکیل دادند. متفقین پیشنهادی را به آنتیگون فرستادند که در آن سهمی از گنج انباشته او و قلمرو او را مطالبه کردند، به طوری که فنیقیه و سوریه به بطلمیوس، کاپادوکیه و لیکیه به کاساندر، هلسپونت فریگی به لیسیماخوس و بابل به سلوکوس رسید.[۲۴] 
آنتیگونوس نپذیرفت و در بهار ۳۱۴ قبل از میلاد علیه بطلمیوس در سوریه لشکر کشید.[۲۵] سلوکوس در مرحله اول جنگ به عنوان دریاسالار بطلمیوس عمل کرد. آنتیگون صور را محاصره کرده بود، [۲۶] که سلوکوس از کنار او گذشت و سواحل سوریه و آسیای صغیر را تهدید کرد. آنتیگون با جزیره رودس متحد شد که دارای موقعیت استراتژیک و نیروی دریایی بود که قادر بود از ترکیب نیروهای متفقین جلوگیری کند. به دلیل تهدید رودس، بطلمیوس صد کشتی به سلوکوس داد و او را به دریای اژه فرستاد. ناوگان برای شکست رودس بسیار کوچک بود، اما آنقدر بزرگ بود که اساندر، ساتراپ کاریا، را مجبور به اتحاد با بطلمیوس کرد. سلوکوس برای نشان دادن قدرت خود به شهر اریترای نیز حمله کرد. 
پولمایوس، برادرزاده آنتیگونوس، به اساندر حمله کرد. سلوکوس به قبرس بازگشت، جایی که بطلمیوس اول برادرش منلائوس را به همراه ۱۰۰۰۰ مزدور و ۱۰۰ کشتی فرستاده بود. سلوکوس و منلائوس شروع به محاصره کیتون کردند. آنتیگون بیشتر ناوگان خود را به دریای اژه و ارتش خود را به آسیای صغیر فرستاد. بطلمیوس اکنون فرصتی برای حمله به سوریه پیدا کرد و در آنجا دمتریوس پسر آنتیگون را در نبرد غزه در سال ۳۱۲ قبل از میلاد شکست داد. احتمال می‌رود که سلوکوس در جنگ شرکت داشته باشد. پیتون (پسر آگنور) که آنتیگون او را به عنوان ساتراپ جدید بابل معرفی کرده بود، در نبرد کشته شد. مرگ پیتون به سلوکوس فرصتی داد تا به بابل بازگردد.[۲۷]
سلوکوس خود را برای بازگشت به بابل به خوبی آماده کرده بود. پس از نبرد غزه، دمتریوس به طرابلس عقب‌نشینی کرد و بطلمیوس تا صیدا پیشروی کرد. بطلمیوس به سلوکوس ۸۰۰ پیاده و ۲۰۰ سواره نظام داد. او همچنین دوستانش را همراهی کرد، شاید همان ۵۰ نفری که با او از بابل فرار کردند. در راه بابل، سلوکوس سربازان بیشتری را از مستعمرات در طول مسیر به خدمت گرفت. او در نهایت حدود ۳۰۰۰ سرباز داشت. در بابل، فرمانده پیتون، دیفیلوس، در قلعه شهر موضع گرفت. سلوکوس با سرعت زیادی بابل را فتح کرد و قلعه نیز به سرعت تسخیر شد. دوستان سلوکوس که در بابل مانده بودند از اسارت آزاد شدند.[۲۸] بازگشت او به بابل پس از آن رسماً به عنوان آغاز امپراتوری سلوکی [۲] و در آن سال به عنوان اولین دوره سلوکیان در نظر گرفته شد.

## ساتراپ بابل (۳۱۱–۳۰۶ قبل از میلاد)

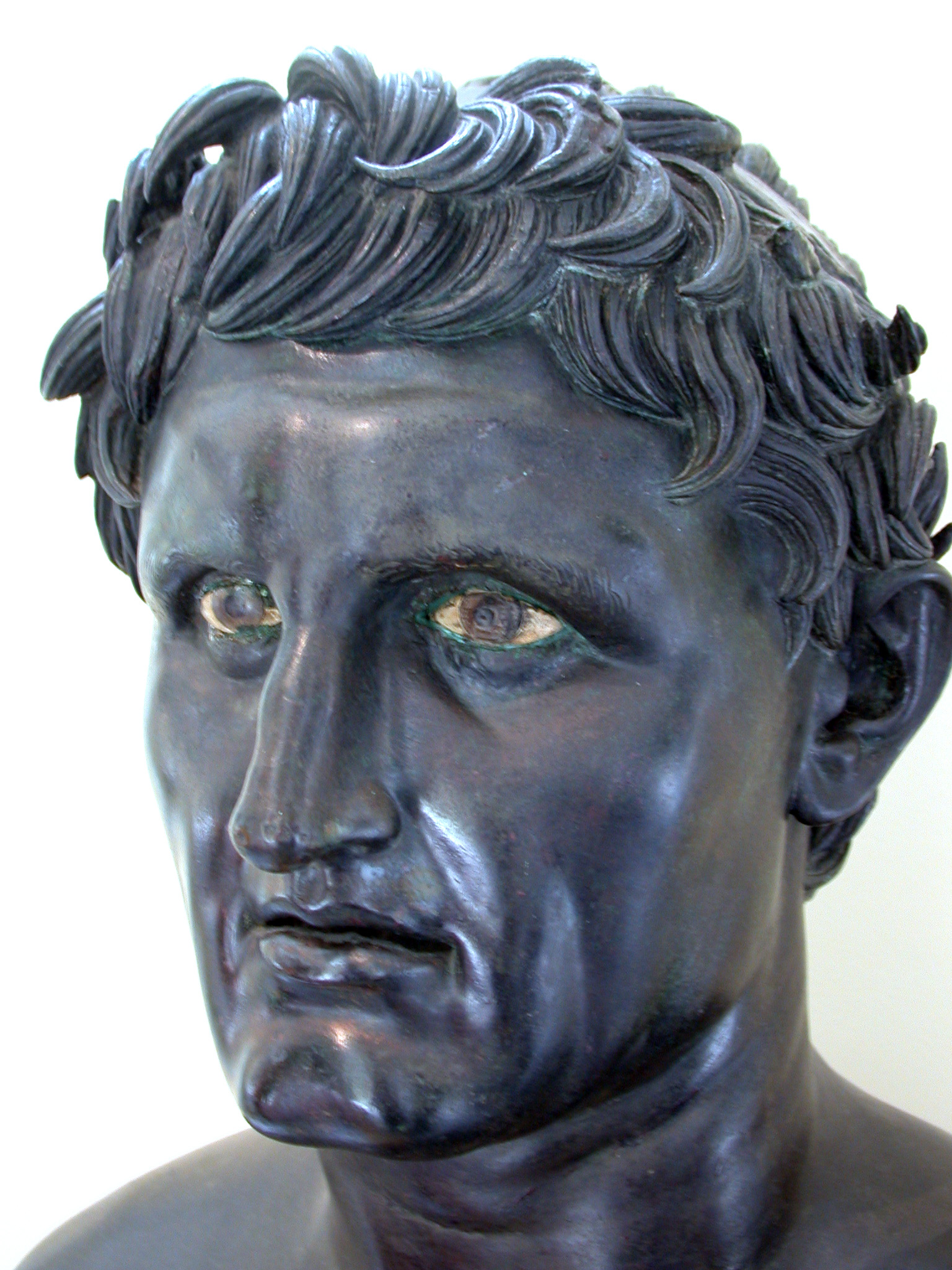
تصویر " احتمالی" سلوکوس(نیکاتور) یکم

### تصرف ایالات شرقی
بلافاصله پس از بازگشت سلوکوس، طرفداران آنتیگون تلاش کردند تا بابل را پس بگیرند. نیکانور ساتراپ جدید ماد و استراتگوس ساتراپ ولایات شرقی بود. ارتش او حدود ۱۷۰۰۰ سرباز داشت. اواگوراس، ساتراپ آریا، با او متحد شد. بدیهی بود که نیروی اندک سلوکوس نتوانست آن دو را در نبرد شکست دهد. سلوکوس لشکریان خود را در باتلاق‌هایی که اطراف منطقه ای را که نیکانور قصد عبور از دجله را داشت، پنهان کرد و در طول شب حمله غافلگیرانه ای انجام داد. اواگوراس در آغاز نبرد سقوط کرد و نیکانور از نیروهایش قطع شد. خبر مرگ اواگوراس در میان سربازان پخش شد و سربازان به‌طور دسته جمعی تسلیم شدند. تقریباً همه آنها موافقت کردند که زیر نظر سلوکوس بجنگند. نیکانور تنها با چند مرد فرار کرد.[۲۹]
اگرچه سلوکوس اکنون حدود ۲۰۰۰۰ سرباز داشت، اما آنها برای مقاومت در برابر نیروهای آنتیگون کافی نبودند. او همچنین نمی‌دانست آنتیگون چه زمانی ضد حمله خود را آغاز خواهد کرد. از سوی دیگر می‌دانست که حداقل دو ایالت شرقی ساتراپ ندارند. اکثر نیروهای خود او از این استان‌ها بودند. برخی از سربازان اواگوراس ایرانی بودند. شاید بخشی از سربازان یومنس بودند که دلیلی برای نفرت از آنتیگون داشتند. سلوکوس تصمیم گرفت از این موقعیت استفاده کند.[۲۹]
سلوکوس داستان‌های مختلفی را در میان استان‌ها و سربازان پخش کرد. به گفته یکی از آنها، او در خواب اسکندر را دید که در کنار او ایستاده بود. یومنس سعی کرده بود از ترفند تبلیغاتی مشابهی استفاده کند. آنتیگون، که در آسیای صغیر بود در حالی که سلوکوس با اسکندر در شرق بود، نمی‌توانست از اسکندر در تبلیغات خود استفاده کند. سلوکوس که مقدونی بود، توانایی جلب اعتماد مقدونی‌ها را در میان سپاهیان خود داشت، که در مورد یومنس صدق نمی‌کرد.[۳۰]
سلوکوس پس از اینکه بار دیگر ساتراپ بابل شد، در سیاست خود بسیار تهاجمی تر شد. در مدت کوتاهی ماد و سوزیانا را فتح کرد. دیودوروس سیکولوس گزارش می‌دهد که سلوکوس سایر مناطق مجاور را نیز فتح کرد که ممکن است به پارس، آریا یا پارت اشاره داشته باشد. سلوکوس به باختر و سغد نرسید. ساتراپ اولی استاسانور بود که در طول درگیری‌ها بی‌طرف مانده بود. پس از شکست سپاه نیکانور، نیرویی در شرق وجود نداشت که بتواند با سلوکوس مقابله کند. مشخص نیست که سلوکوس چگونه اداره استان‌هایی را که فتح کرده بود ترتیب داده‌است. بیشتر ساتراپ‌ها مرده بودند. در تئوری، پولیپرخون هنوز جانشین قانونی آنتی پاتر و نایب السلطنه رسمی پادشاهی مقدونیه بود. انتخاب ساتراپ‌ها وظیفه او بود. با این حال، پولی پرخون همچنان با آنتیگون متحد و در نتیجه دشمن سلوکوس بود.[۳۱]

### واکنش
آنتیگون پسرش دیمیتریوس را به همراه ۱۵۰۰۰ پیاده‌نظام و ۴۰۰۰ سواره نظام برای فتح مجدد بابل فرستاد. ظاهراً او به دیمیتریوس مهلت داد و پس از آن مجبور شد به سوریه برگردد. آنتیگونوس معتقد بود که سلوکوس هنوز فقط بر بابل حکومت می‌کند. شاید نیکانور به او نگفته بود که سلوکوس اکنون حداقل ۲۰۰۰۰ سرباز دارد. به نظر می‌رسد که میزان شکست نیکانور برای همه طرف‌ها مشخص نبود. آنتیگون نمی‌دانست که سلوکوس اکثر استان‌های شرقی را فتح کرده‌است و شاید به بخش‌های شرقی امپراتوری اهمیت چندانی نمی‌دهد.[۳۲]
وقتی دمتریوس به بابل رسید، سلوکوس جایی در شرق بود. او پاتروکلس را برای دفاع از شهر ترک کرده بود. بابل به روشی غیرعادی دفاع شد. دو قلعه مستحکم داشت که سلوکوس پادگان‌های خود را در آن جا رها کرده بود. ساکنان شهر به خارج منتقل شده و در نواحی مجاور و برخی تا شوش ساکن شدند. اطراف بابل با شهرها، مرداب‌ها، کانال‌ها و رودخانه‌ها برای دفاع عالی بود. نیروهای دمتریوس شروع به محاصره دژهای بابل کردند و یکی از آنها را فتح کردند. قلعه دوم برای دمتریوس دشوارتر بود. او دوستش آرکلائوس را برای ادامه محاصره ترک کرد و خود به غرب بازگشت و ۵۰۰۰ پیاده و ۱۰۰۰ سوار را در بابل گذاشت. در منابع باستانی اشاره ای نشده‌است که چه بر سر این نیروها آمده‌است. شاید سلوکوس مجبور بود دوباره بابل را از آرکلائوس تسخیر کند.[۳۳]

### نبرد بابل
مقاله اصلی: نبرد بابل

## سالشمار
در حدود ۳۲۰ پیش از میلاد پادشاهی سلوکیان به وسیله سلوکوس یکم بنیانگذاری می‌گردد.
در سال ۳۰۵ پیش از میلاد سلوکوس یکم تاجگذاری کرده و سلطنتش آغاز می‌گردد.
در سال ۲۸۱ پیش از میلاد سلوکوس یکم کشته می‌شود.

## یادداشت
1. ↑  کلمه دیادوخوی نشئات گرفته از زبان لاتین و کلمه دیودوخوس است، که خودش نیز از بان یونانی به‌دست آمدهیونانی Διάδοχοι, diadokhoi, ترجمه آن به انگلیسی «جانشینان» می‌شود.
2. ↑  معمولا معنی باسیلئوس به انگلیسی «پادشاه» می‌شود.